# Hora Mică, Caraș-Severin
Hora Mică este un sat în comuna Cornereva din județul Caraș-Severin, Banat, România.